# Tètol marbrenc
El tètol marbrenc (Limosa fedoa) és una espècie d'ocell de la família dels escolopàcids (Scolopacidae) que en estiu habita aiguamolls i àrees negades a la zona de les grans planures, del sud del Canadà i el nord dels Estats Units. En hivern viu principalment en ambdues costes dels Estats Units i Mèxic.